# Województwo podlaskie
Województwo podlaskie (dansk: voivodskabet Podlaskie) er en administrativ del af det nordøstlige Polen, et af de 16 voivodskaber, der blev skabt, efter den administrative reform i 1999. Voivodskabets hovedstad er Białystok. Voivodskabet Podlaskie har et areal på 20.180 km2 og 1.197.610 indbyggere(2006), befolkningstætheden er på 59,3 personer pr km2.
Podlasie voivodskab grænser op til voivodskabet Ermland-Masurien mod nordvest, voivodskabet Masovien mod sydvest, Hviderusland (260 km) og Litauen (100 km) mod øst.

## Etymologi
Voivodeskabets navn stammer fra den historiske region Podlasie fra perioden, hvor området var under Trakai voivodeskab i Storfyrstendømmet Litauen. Podlasie var overladt af storfyrsten af Litauen som len til den polske Piast-slægt og senere en del af Kongeriget Polen under Kazimieras Jogailaitis. Det lantiske navn pod Lachem betyder "i nærheden af polakkerne" eller "langs grænsen til Polen".

## Natur
De store skove: Bialowieza, Augustów, Knyszyń og Puszcza Kurpiowska, hvoraf nogle er de eneste i Europa, der har bevaret deres oprindelige karakter, har en unik rigdom af flora og fauna. Vegetationen i regionen er rig og varieret, hvilket bidrager til diversiteten i dyrelivet som blandt andet omfatter elg, ulv, los og bison i Bialowieza skoven og Knyszyń skoven.

## Byer i voivodskabet
Der er 40 byer i voivodskabet (indbyggertal pr 2019)
1. Białystok (297.356)
2. Suwałki (69.858)
3. Łomża (62.965)
4. Augustów (30.190)
5. Bielsk Podlaski (25.290)
6. Zambrów (22.098)
7. Grajewo (21.909)
8. Hajnówka (20.580)
9. Sokółka (18.134)
10. Łapy (15.609)
11. Siemiatycze (14.418)
12. Wasilków (11.527)
13. Kolno (10.214)
14. Mońki (9.986)
15. Wysokie Mazowieckie (9.415)
16. Czarna Białostocka (9.318)
17. Choroszcz (5.890)
18. Dąbrowa Białostocka (5.520)
19. Sejny (5.286)
20. Ciechanowiec (4.631)
21. Supraśl (4.605)
22. Brańsk (3.767)
23. Szczuczyn (3.376)
24. Michałowo (3.026)
25. Knyszyn (2.748)
26. Czyżew (2.633)
27. Zabłudów (2.400)
28. Krynki (2.405)
29. Lipsk (2.326)
30. Suchowola (2.183)
31. Stawiski (2.174)
32. Szepietowo (2.170)
33. Nowogród (2.155)
34. Tykocin (1.973)
35. Drohiczyn (1.970)
36. Goniądz (1.814)
37. Jedwabne (1.626)
38. Rajgród (1.573)
39. Kleszczele (1.250)
40. Suraż (988)